# Родино (Шипуновский район)
Родино — село в Шипуновском районе Алтайского края, административный центр муниципального образования Родинский сельсовет.

## История
В 1920 году Зеркальские коммунисты Ф. К. Поликарпов и Ф. П. Тумашов, на бывших частновладельческих землях у Аверьянова лога в 20 километрах от села Зеркальское, предложили создать коммуну. Но непосредственной датой создания коммуны, а впоследствии и села, считается 13 февраля 1921 года когда в земельном управлении коммуна получила статус и название «Новый свет». В течение года на новое место жительство переехали коммунары, в перевезенных из Зеркальского домах размешались сами и разместили хлебопекарню, сепаратор, ясли для детей. Было построено пять новых домов и два амбара. В 1922 году соорудили овощехранилище, мельницу и баню. К 1924 году в коммуне сложился постоянный состав членов — 69 человек. Она выходила на путь хорошо организованного коллективного хозяйства. Крестьяне близлежащих сёл потянулись в коммуну, и к концу 1925 года в ней проживало 350 человек, 82 семьи.
По данным 1928 года коммуна Новый Свет состояла из 20 хозяйств, основное население — русские. В административном отношении входило в состав Бобровского сельсовета Шипуновского района Рубцовского округа Сибирского края.
В 1929 году в коммуну «Новый свет» влилось Бобровское товарищество по совместной обработке земли «Крестьянин». А в 1934 году коммуна «Новый свет» переименована в сельхозартель имени В. М. Молотова. В месте с коммуной новое название закрепляется и за посёлком.
В 1958 году указом Президиума Верховного Совета РСФСР село Молотово переименовано в село Родина. Со временем название Родина трансформировалось в Родино.

## Население
| 1926  | 1997  | 1998  | 1999  | 2000  | 2001  | 2002  |
| ----- | ----- | ----- | ----- | ----- | ----- | ----- |
| 71    | ↗1475 | ↗1490 | ↗1531 | ↘1506 | ↗1512 | ↗1523 |
| 2003  | 2004  | 2005  | 2006  | 2007  | 2008  | 2009  |
| ↗1540 | ↘1532 | ↘1518 | ↘1482 | ↘1445 | ↘1434 | ↘1340 |
| 2010  | 2011  | 2012  | 2013  |       |       |       |
| ↘1307 | ↗1317 | ↘1294 | ↘1253 |       |       |       |

Национальный состав
Согласно результатам переписи 2002 года, в национальной структуре населения русские составляли 96 %.